# 枚方市立やすらぎの杜
座標: 北緯34度50分02.3秒 東経135度40分13.0秒枚方市立やすらぎの杜（ひらかたしりつやすらぎのもり）は、大阪府枚方市車塚1丁目1番30号にある火葬場である。

## 概要
2階建てとなっており1階に告別室 炉室 収骨室 2階に待合室がある。

## 歴史
- 2008年 (平成20年)
  - 3月末 完成[1]
  - 5月1日 供用開始[1]

## 施設概要
- 開場時間 9：30～18：00[3]
- 休場日 1月1日[3]
- 火葬炉12基
- 補助炉1基
- 告別室3室
- 収骨室3室
- 和室待合室3部屋
- 洋室待合室1部屋

## アクセス
- 京阪バス片鉾・中央図書館 または 北片鉾バス停下車徒歩すぐ[4]。
- 京阪本線牧野駅から南へ徒歩約20分[4]